# ماکارونی
ماکارونی یا نی‌رشته (به انگلیسی: macaroni، به ایتالیایی: maccheroni) یک نوع پاستای خشک است که به‌طور سنتی شکل گرفته و در اشکال و اندازه‌های گوناگون تولید می‌شود و دارای طعم و رنگ‌های متفاوت است.

## ریشهٔ واژه

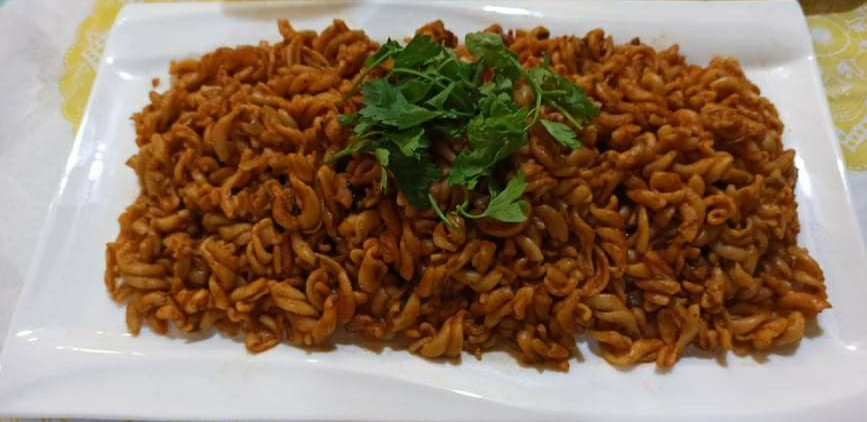
ماکارونی پخته

در ریشه‌یابی نام ماکارونی گمانه بسیار است. برخی آن را از واژهٔ یونانیِ makaria به‌معنای «خوراک سوگواری» دانسته‌اند که در مراسم مردگان خورده می‌شد. همچنین، برخی از واژهٔ ایتالیاییِ ammaccare دانسته‌اند که به‌معنی «خمیر له‌شده یا ورز داده‌شده» است. اما در زبان سانسکریت ریشهٔ آن از واژهٔ «ماکارانی» می‌آید.

## تعریف ماکارونی
ماکارونی یکی از گونه‌های پاستا است. این ماده خوراکی بیشتر در کارخانجات به صورت خشک تولید شده و پیش از خوردن جوشانده می‌شود. معنا و شکل ماکارونی در هر کشور یا منطقه تفاوت دارد. در ژاپن بیشتر به گونه‌ای پاستا گفته می‌شود که شکل ظاهری آن به صورت میله‌ای کوتاه سوراخ‌دار یا به شکل صدف یا طرح‌های گوناگون دیگر است. در ایتالیا ماکارونی اشاره به نوعی پاستا به شکل میله‌ای سوراخ‌دار کوتاه است. به زبان انگلیسی، ماکارونی به معنای نوعی پاستای میله مانند کوتاه و سوراخ دار است، اما در بین ایتالیایی– آمریکایی‌ها در سراسر فیلادلفیا و نیویورک، ماکارونی واژه‌ای است که به همه گونه‌های «پاستا» اشاره دارد.
در ایران واژهٔ «ماکارونی»، هم‌معنا با پاستا و به صورت گسترده برای انواع اسپاگتی و ماکارونی طرح‌دار و غیره به‌کار می‌رود.

## مواد اولیه
بهترین ماکارونی از سمولینای گندم دوروم به‌دست می‌آید. سمولینا حاصل آسیابانیِ گندم سختی، به نام گندم دوروم (جنس Triticum و گونه Durum) است. البته از گندم‌های دیگر نیز برای تهیه آرد ماکارونی استفاده می‌کنند. شایان ذکر است که طبق قوانین ایتالیا ماکارونی را فقط می‌توان از آرد گندم دوروم یا آرد سمولینا تهیه کرد.

## ماکارونی و اسپاگتی
شباهت‌ها

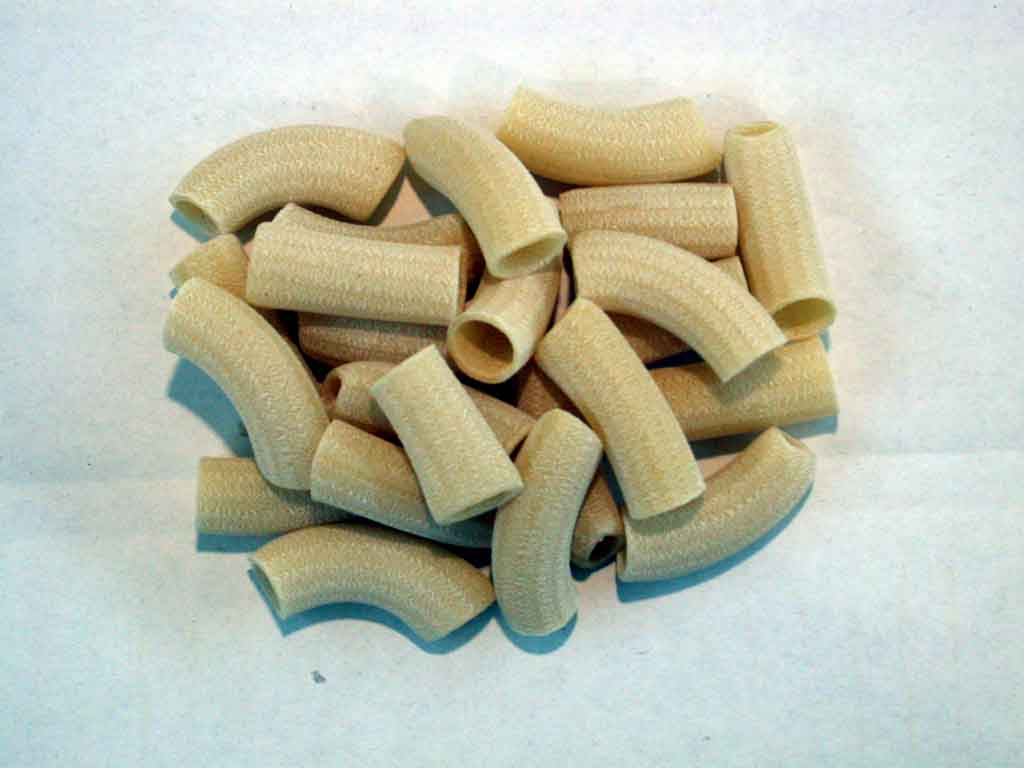
ماکارونی به سبک ایتالیایی

- اسپاگتی و ماکارونی هر دو از زیر شاخه‌های پاستا هستند و از آرد سمولینا ساخته می‌شوند.

تفاوت‌ها
- برای ساخت اسپاگتی خمیر را به شکل رشته‌های دراز در می‌آورند ولی ماکارونی بر حسب منطقه و کشور دارای معنای مختلفی است و برخی از اشکال آن به صورت لوله‌های کوچک تو خالی، حلزونی، مارپیچ، پاپیونی و غیره است.

## ماکارونی در ایران
از دهه ی شصت به بعد، این غذا به یکی از محبوب ترین غذاها در میان مردم ایران تبدیل شد.
جالب است بدانید که پسران ایرانی از عاشقان این غذا هستند اما زمانی که پسری به پدر تبدیل می شود این غذا به طرز عجیبی از لیست غذاهای محبوب او خط می خورد.

### تاریخچه ماکارونی در ایران
نخستین کارگاه تولید ماکارونی‌سازی در ایران سال ۱۳۱۳ با نام «لوبل»، با دستگاهی ابتدایی و ساده شروع به فعالیت نمود. تولید روزانه این کارگاه که حدود ۲۰ تا ۳۰ کیلوگرم بود، منحصراً مورد مصرف سفارتخانه‌ها و کنسول‌گری‌های خارجی و معدود افراد ایرانی که در ارتباط با این مراکز بودند، می‌گردید. شاید به همین خاطر به ماکارونی «رشته فرنگی» نیز گفته می‌شود. در حقیقت ماکارونی در آن زمان یک فراورده غذایی فانتزی به‌شمار می‌آمد. واحد تولیدی «ایتا ماکارون» و سپس «پارس ماکارون» نخستین واحدهای تولید ماکارونی در ایران می‌باشد. در سال ۱۳۵۶ نخستین کارخانه تولید ماکارونی در ایران با نام «ماکارونی سمیرا» با دستگاه‌های پیشرفته تر شروع به فعالیت کرد.
مصرف ماکارونی در نقاط مختلف ایران با توجه به تأثیرات برخی مسائل متفاوت است. به عنوان مثال در شمال ایران، نسبت به
سایر مناطق تمایل به مصرف ماکارونی کمتر است. قبل از اتمام جنگ ایران و عراق، هنوز وابستگی واردات ماکارونی در کشور وجود داشت به‌طوری‌که عمده سهم بازار ماکارونی در دست شرکت‌های خارجی بود. تا اینکه نخستین کارخانه تولید ماکارونی صنعتی در سال ۱۳۷۴ در ایران آغاز به کار کرد.
امروزه در ایران بیش از پنج کارخانه عظیم تولید ماکارونی فعالیت می‌کنند.